# تاکالای
تاکالای (به لاتین: Takalay) یک منطقهٔ مسکونی در روسیه است که در داغستان واقع شده‌است.